# Pintor d'Erètria

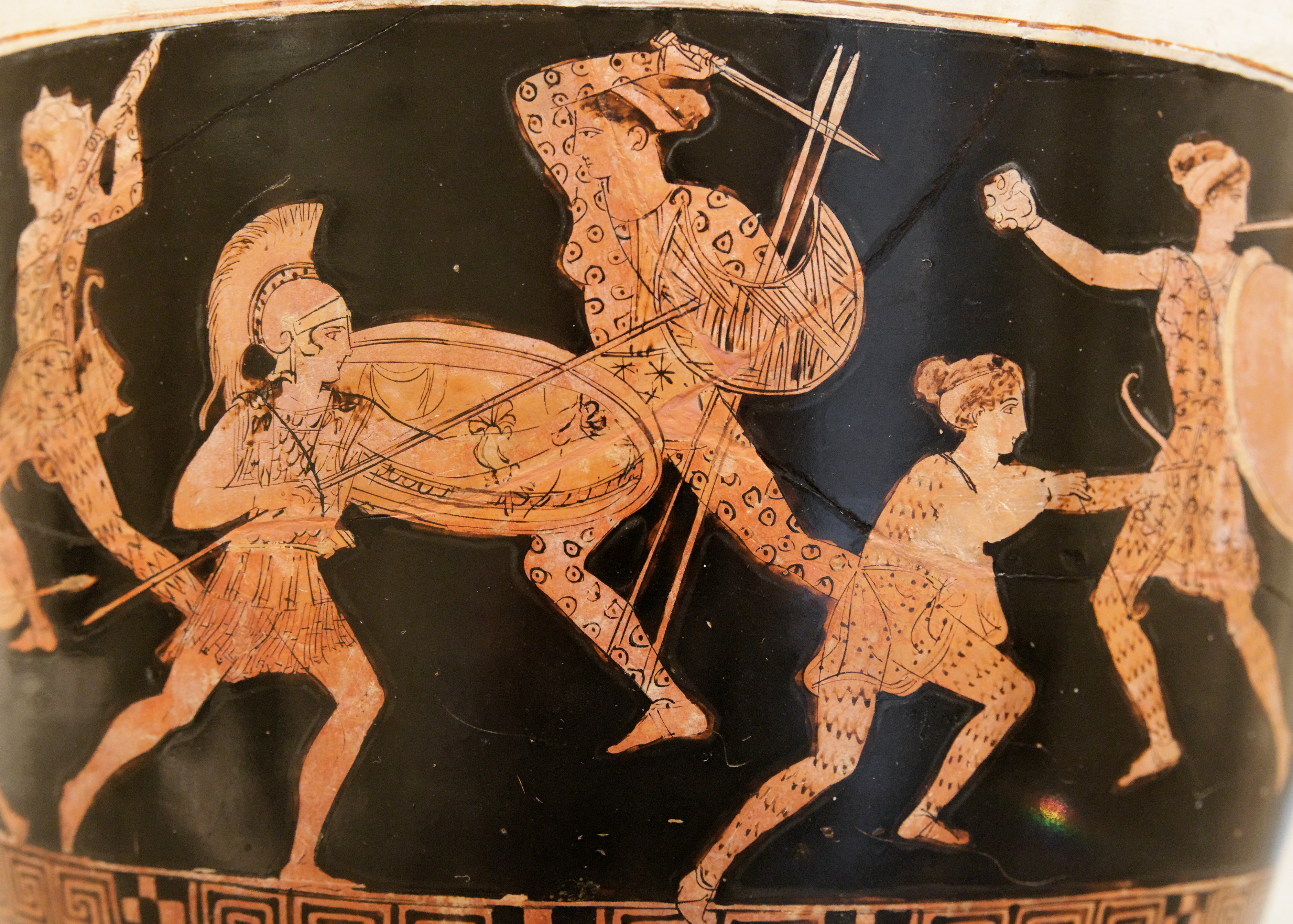
Lècit amb amazonomàquia en la franja inferior. Nova York, Metropolitan Museum of Art 31.11.13

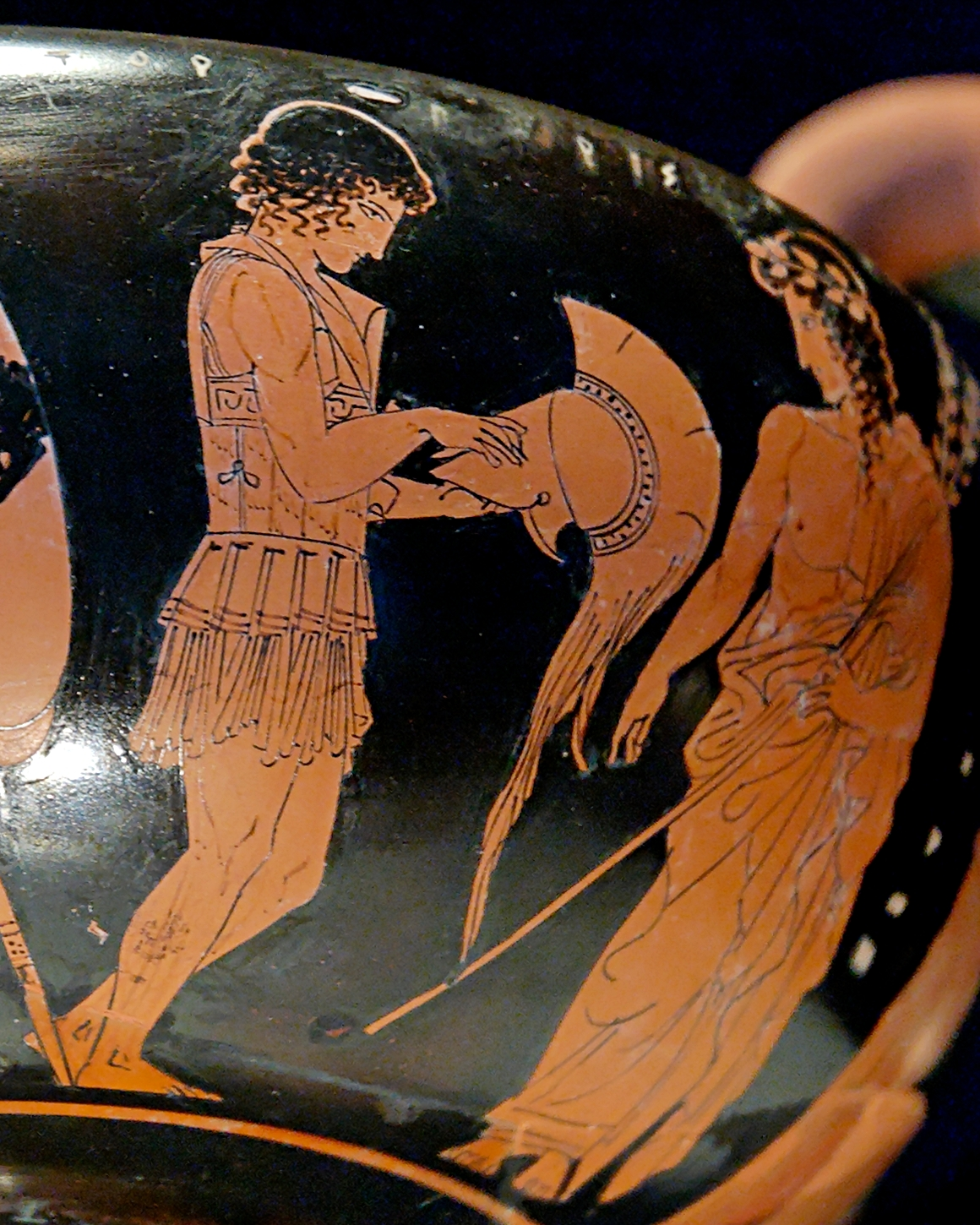
Paris es posa l'armadura, vigilat per Apol·lo. Gravinain Puglia, Museu Pomarici Santomasi

Pintor d'Erètria és el nom convencional assignat a un ceramista àtic actiu a Atenes entre el 440 i 410 abans de la nostra era. Va rebre aquest nom per la decoració d'un epínetron trobat a Erètria i conservat al Museu Arqueològic Nacional d'Atenes. Se li atribueixen aproximadament cent cinquanta atuells ceràmics, que van tenir gran èxit d'exportació si s'ha de jutjar per les àrees de les troballes; pintà principalment gots petits, decorats amb figures vermelles o amb un fons blanc. Se suposa que era contemporani del Pintor de Shuválov.

## Obres

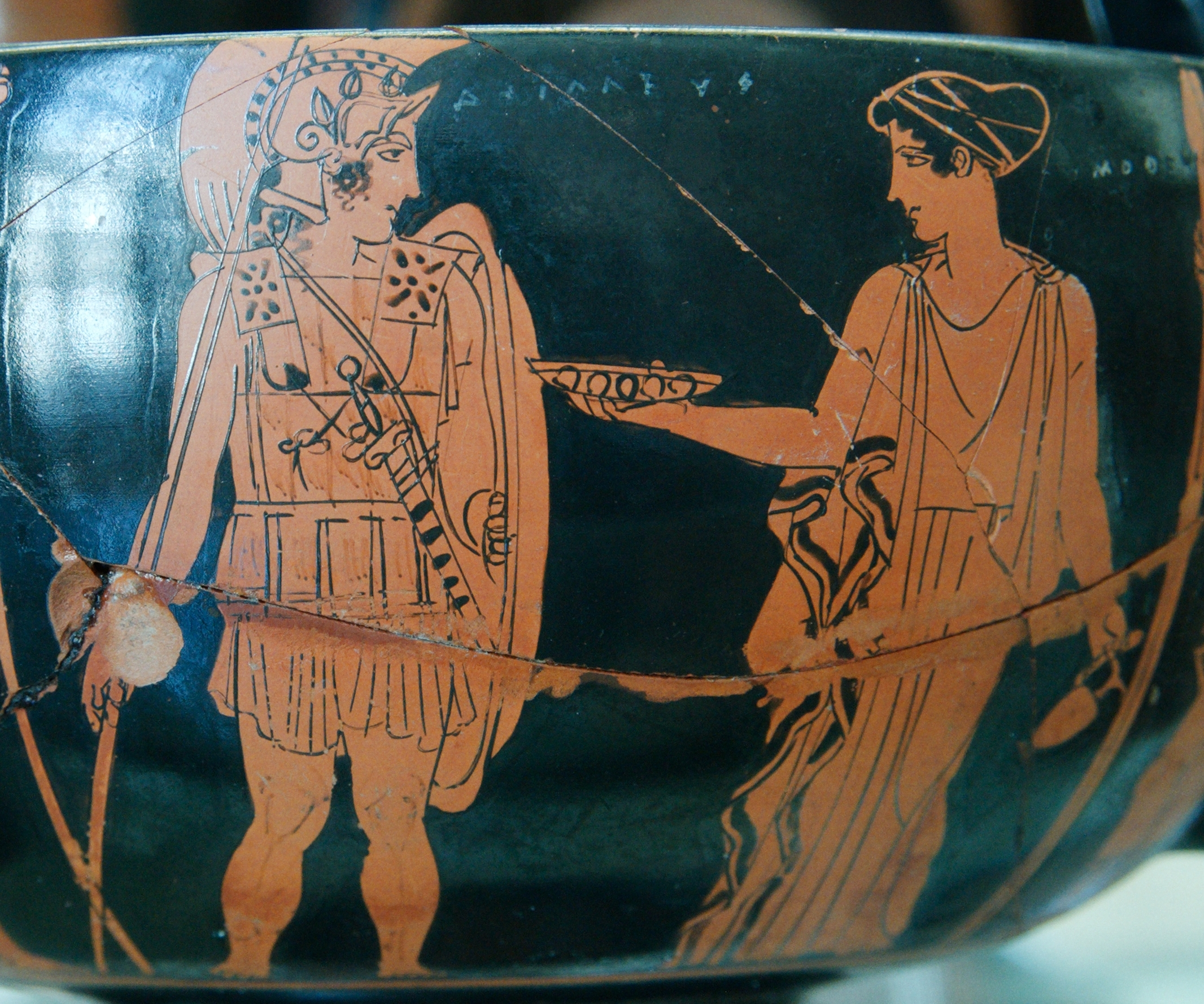
Partida d'Aquil·les, Pintor d'Erètria. Ceràmica de l'any 400 ae, ara a l'estat francés

Tot i que, si fa no fa, la meitat de la seua producció està relacionada amb els cílixs, en els quals pinta temes convencionals relacionats amb atletes, sàtirs i mènades, moltes de les seues millors obres estan pintades en enòcoes i lècits. Presenta un estil minuciós i virtuós, ple de figures, adequat per a composicions de tipus Polignot: vegeu-ne, per exemple, els lècits i aríbals que ara són a Boston, en què la seua amazonomàquia sembla remuntar-se a les tradicions megalogràfiques.
El manierisme post-Fídies destaca en el tractament de robes i rostres. Tant els temes mitològics com els presos de la quotidiana estan sovint connectats amb el món de les dones. L'epinetron del mateix nom està decorat en la part superior amb un bust d'una dona (potser Afrodita), mentre que en el cos mostra les noces d'Alcestis, les de Peleu i Tetis i les d'Harmonia.